# پدرو ریواس
پدرو ریواس (انگلیسی: Pedro Rivas; ۲۴ نوامبر ۱۹۴۵ – ۲۳ ژوئن ۲۰۰۷) بازیکن بسکتبال اهل پاناما بود.